# Associazione Calcio Femminile Padova 1977
Questa voce raccoglie le informazioni riguardanti l'Associazione Calcio Femminile Padova nelle competizioni ufficiali della stagione 1977.

## Stagione
Rosa aggiornata all'inizio della stagione.
| N. |                   | Ruolo | Calciatrice           |
| -- | ----------------- | ----- | --------------------- |
|    | Italia (bandiera) |       | Anna Maria Arlotti    |
|    | Italia (bandiera) |       | Patrizia Arzilli      |
|    | Italia (bandiera) |       | Maria Luisa Aspettati |
|    | Italia (bandiera) |       | Odilia Babetto        |
|    | Italia (bandiera) |       | Anna Maria Bernabè    |
|    | Italia (bandiera) |       | Loretta Brunale       |
|    | Italia (bandiera) | A     | Paola Cardia          |
|    | Italia (bandiera) |       | Giliana Coda          |
|    | Italia (bandiera) |       | Maria Fabris          |
|    | Italia (bandiera) |       | Carmelina Filipetto   |
|    | Italia (bandiera) |       | Franca Francini       |
|    | Italia (bandiera) | A     | Ida Golin             |

| N. |                   | Ruolo | Calciatrice          |
| -- | ----------------- | ----- | -------------------- |
|    | Italia (bandiera) |       | Derna Isolini        |
|    | Italia (bandiera) |       | Wilma Loda           |
|    | Italia (bandiera) | A     | Liliana Mammina      |
|    | Italia (bandiera) |       | Maria Teresa Negri   |
|    | Italia (bandiera) |       | Renata Rosso         |
|    | Italia (bandiera) |       | Giuliana Pretolani   |
|    | Italia (bandiera) |       | Elena Schiavo        |
|    | Italia (bandiera) |       | Donatella Schiocchet |
|    | Italia (bandiera) |       | Isabella Solia       |
|    | Italia (bandiera) | A     | Elisabetta Vignotto  |
|    | Italia (bandiera) |       | Antonella Zamboni    |